# Brugia (okręg)
Brugia (nld. Arrondissement Brugge, fr. Arrondissement administratif de Bruges, niem. Bezirk Brügge) – okręg w północnej Belgii, w Regionie Flamandzkim, w prowincji Flandria Zachodnia.  

## Podział administracyjny
Okręg podzielony jest na dziesięć gmin (nld. gemeente, fr. commmune, niem. Gemeinde), w skład których wchodzą 32 dzielnice (deelgemeente)
| - Beernem - Oedelem - Sint-Joris (Saint-Georges-ten-Distel) - Blankenberge (Blankenberghe), miasto - Uitkerke - Brugia (Brugge / Bruges / Brügge), miasto - Assebroek (Assebrouck) - Dudzele - Koolkerke - Lissewege - Sint-Andries (Saint-André) - Sint-Kruis (Sainte-Croix) - Sint-Michiels (Saint-Michel) - Damme, miasto - Hoeke (Houcke) - Lapscheure - Moerkerke - Oostkerke - Sijsele - Jabbeke - Snellegem - Stalhille - Varsenare - Zerkegem (Zerkeghem) - Knokke-Heist (Knocke-Heist) - Heist - Knokke (Knocke) - Ramskapelle - Westkapelle - Oostkamp - Hertsberge - Ruddervoorde - Waardamme - Torhout (Thourout), miasto - Zedelgem (Zedelghem) - Aartrijke (Aertrycke) - Loppem (Lophem) - Veldegem - Zuienkerke (Zuyenkerque) - Houtave - Meetkerke - Nieuwmunster |